# Bulleen

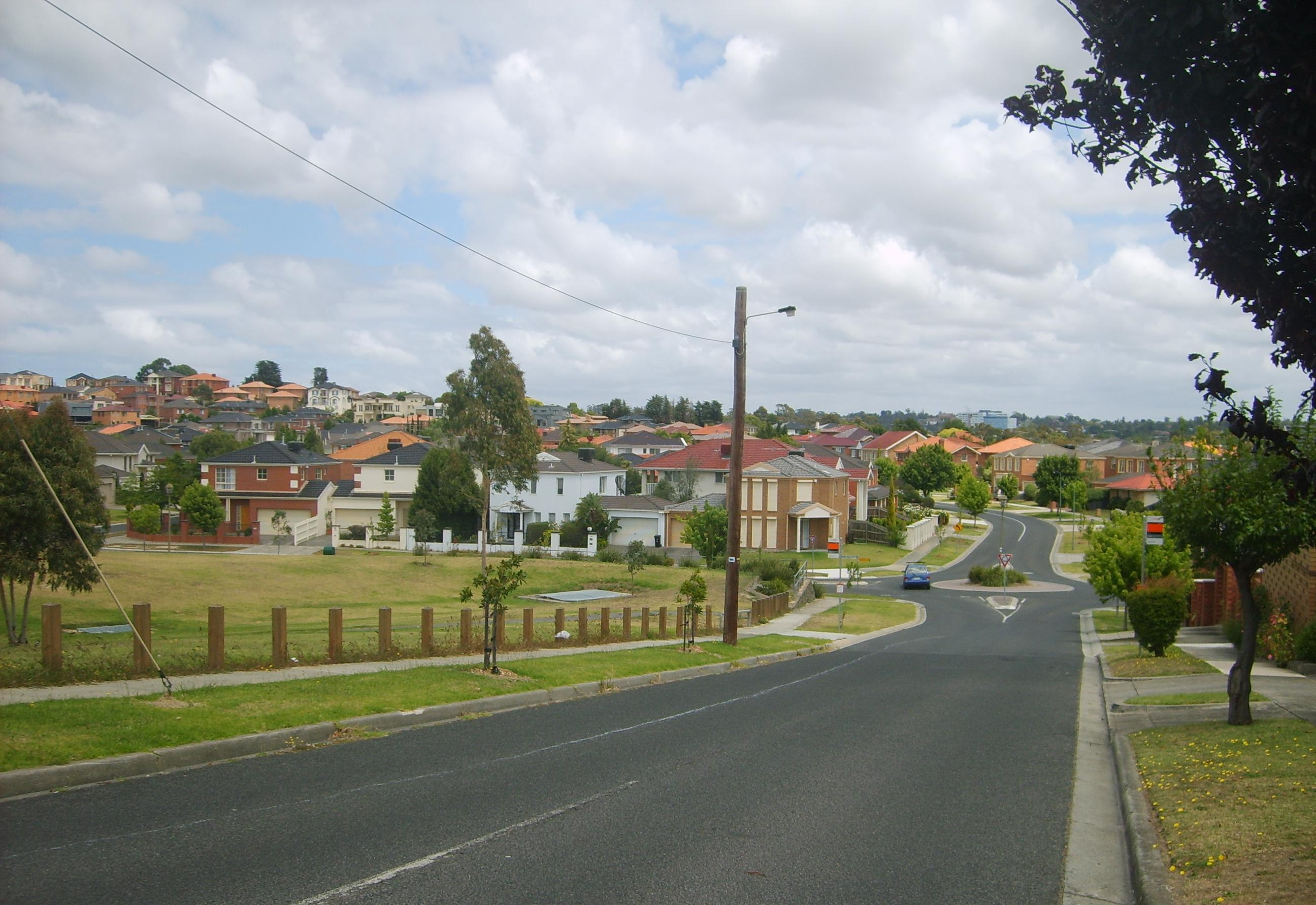
Bulleen

Bulleen is een suburb van Melbourne in Victoria. Het ligt twaalf kilometer ten noordoosten van het central business district (CBD) van Melbourne. Bulleen is een lokaal bestuurlijk gebied in Manningham City. De suburb had in 2011 10.868 inwoners.

## Naam
De naam Bulleen komt van het nabijgelegen natuurreservaat Bolin Bolin Billabong, dat weer van Buln-Buln komt wat betekent liervogel.

## Geschiedenis

### Voor de Europeanen
Het natuurreservaat nabij Bulleen was een belangrijk gebied voor de Manna Gum voor ongeveer 5000 jaar. Het was een aantrekkelijk gebied, omdat er in de rivier die door het natuurreservaat stroomt, veel vissen en eenden waren. Bolin was het grootste meer in het natuurreservaat en was een belangrijke ontmoetingsplek voor de Aborigines. Er werden op de heuvels bij dit meer corroborees, een soort theaters, gehouden.

### Tijdens de Europeanen
In 1841 kwam de Europeaan William Thomas bij Bulleen en Frederic Unwin kocht in dat jaar 5120 acre grond, wat het hele huidige Bulleen was. De grond werd voor een pond per acre gekocht onder de regels van de Port Phillip District Special Surveys. De gekochte grond stond bekend als Unwin's Special Survey.
Het eerste postkantoor in Bulleen opende op 1 april 1952 en werd gesloten in 1976. Het huidige postkantoor van Bulleen was geopend in 1959. De suburb had dertig jaar een eigen drive-in-theater.

## Klimaat
De temperaturen in Bulleen zijn erg wisselend. Tijdens de hittegolf in 2009 was het in de suburb gemiddeld 43 °C, wat een graad kouder was dan in de rest van Melbourne. Een maand later op 7 februari was er een maximumtemperatuur van 49 °C, wat drie graden warmer was dan in de rest van Melbourne.

## Voorzieningen

### Winkels
Het grootste winkelcentrum van Bulleen is het Bulleen Plaza aan de Manningham Road, het winkelcentrum omvat onder andere een bibliotheek, genaamd de Bulleen Branch of the Whitehorse Manningham Regional Library, een postkantoor, een kliniek, het zakencentrum, een Coles supermarkt en verschillende kleine winkels en cafés.

### Scholen
In Bulleen zijn de volgende scholen:
- St. Clement of Rome, een katholieke basisschool
- Marcellin College, een katholieke middelbare school
- Bulleen Special School, een speciale school
- Yarraleen Preschool, een voorschool
- Bulleen Preschool, een voorschool